# Museo dei grandi fiumi
Il Museo dei Grandi Fiumi, allestito negli ambienti dell’ex Monastero degli Olivetani a Rovigo, già sede del Museo Civico delle Civiltà in Polesine, è un museo archeologico che ripercorre 3500 anni della storia del territorio del Medio e Alto Polesine attraverso linguaggi innovativi ed interattivi. Fa parte della rete del Sistema Museale Provinciale Polesine e nella denominazione richiama le civiltà del passato, sviluppatesi lungo le sponde dei maggiori fiumi europei. Si distingue per la scelta di impianti scenografici, ricostruzioni tridimensionali e riproduzioni di materiali antichi che corredano i materiali esposti nelle vetrine per offrire una visione più ampia della storia, legata alle particolari condizioni ambientali della terra compresa tra gli ultimi tratti di Adige e Po, in rapporto con le grandi civiltà europee.

## Storia
Le origini del Museo vanno ricercate nell’istituzione da parte dell’Amministrazione Comunale di Rovigo del Museo Civico delle Civiltà in Polesine, nato nel 1978 per esporre le raccolte etnografiche e i materiali archeologici conservati nel museo gestito dal Centro Polesano di Studi Storici Archeologici ed Etnografici, sede destinata a demolizione. Il nuovo Museo Civico apre al pubblico nel 1980 nella sede dell’ex monastero degli Olivetani. La struttura, benché di particolare pregio, necessitava di radicali opere di restauro che prendono avvio nel 1990, grazie a finanziamenti da parte della Regione Veneto e dello Stato. Contestualmente prende vita l’idea di un museo moderno, volto ad illustrare la storia più antica del territorio compreso tra i corsi terminali dell’Adige e del Po, in rapporto sinergico con la cultura europea. Al contempo si intende proseguire e incrementare le ricerche in campo geomorfologico e archeologico, condotte da associazioni in collaborazione con la Soprintendenza archeologica e con istituti universitari, per i quali il museo riveste fin dalle origini un ruolo fondamentale dal punto di vista propositivo ed organizzativo. Determinante per la progettazione di innovative soluzioni scenografiche, atte a restituire al visitatore suggestioni delle epoche passate, è il ruolo svolto da Gabbris Ferrari, noto scenografo teatrale che in sintonia con la direzione del Museo coordina l’allestimento di quattro sezioni: Età del Bronzo, Età del Ferro, Età Romana e Medioevo. Grazie alla collaborazione con la Soprintendenza Archeologica del Veneto il progetto viene approvato dal Comune di Rovigo ed in seguito dalla Regione del Veneto. Il nuovo Museo, istituito nel 1998, viene aperto al pubblico il 20 aprile 2001, con la presentazione della prima sezione dedicata all’Età del bronzo. Successivamente si aprono nel 2002 l'Età del ferro e l'Età romana nel 2004. Vengono inaugurate infine le sezioni Medioevo e Rinascimento, rispettivamente nel 2012 e nel 2014. Il Museo dei Grandi fiumi si distingue per attività didattiche rivolte alle scuole del territorio e all’infanzia.

### Il complesso degli Olivetani
Nato nel XIII secolo come sede della congregazione degli Umiliati, il monastero vede un momento di ripresa verso la seconda metà del XV secolo, quando papa Sisto IV, dopo aver sciolto la prepositura degli Umiliati, lo concede a Niccolò Roverella abate generale della congregazione di Monte Oliveto maggiore. Il nuovo complesso si avvia tra il 1524 e il 1528, con la costruzione del primo chiostro e di vani per ospitare al piano terra, sacrestia, refettorio, cucina e altri locali, mentre al piano superiore si trovavano dodici celle per i monaci. Per questa prima fase viene incaricato l’architetto ferrarese Alberto Tristani, che opera come collaboratore di Biagio Rossetti. Un successivo ampliamento viene apportato nella seconda metà del XVI secolo, con la costruzione dell’ala est e della nuova chiesa. Nella seconda metà del XVII secolo si completa la struttura con la costruzione di un porticato ad est e l’estensione delle strutture originarie degli Umiliati, che si affacciano su via Giacomo Giro, dedicata all'omonimo benefattore. Nel 1843 il complesso degli Olivetani viene donato al Comune per fini assistenziali da Giro, che lo aveva acquistato dopo le soppressioni napoleoniche del 1810. Il Comune inizialmente adibisce l’edificio a Casa di Ricovero e nel 1896 interviene con lavori di adeguamento per dedicare alcuni spazi al ricovero degli orfani e delle 'zitelle'. Tali funzioni vengono svolte fino al trasferimento della Casa di Ricovero in un nuovo edificio, avvenuto nel 1979.

## Collezione

### Età del Bronzo
La prima sezione è dedicata all'età del Bronzo e presenta i siti di Campestrin, presso Grignano Polesine, Canar di San Pietro Polesine nel comune di Castelnovo Bariano, Larda di Gavello, Frattesina presso Fratta Polesine. Introduce al percorso museale l’allestimento temporaneo del ritrovamento di Campestrin, unico nel suo genere, in quanto documenta la più antica officina di lavorazione dell’ambra a sud delle Alpi. Apre la sezione il panorama storico culturale dell’età del Bronzo in Europa, consentendo una comparazione con le testimonianze del territorio tra Adige e Po. L'ambiente della bassa pianura, con i fiumi che la solcano, i paesaggi tipici delle aree umide e con le specie arboree ed animali autoctone, fanno da scenario allo sviluppo dei più antichi insediamenti che vengono qui rappresentati da ricostruzioni ed installazioni multimediali.  I modi dell'abitare, diversi a seconda delle epoche e del tipo di ambiente, sono qui ben rappresentati da tre ricostruzioni in scala 1:1. Canàr, villaggio su palafitte della fase tarda dell’età del Bronzo antico (XVIII – XV sec. a.C.), indagato a San Pietro Polesine nel comune di Castelnovo Bariano, viene illustrato mediante la ricostruzione di una porzione di abitato. L’insediamento di Larda di Gavello, scoperto nel 1998 sulla base di indagini archeologiche organizzate dal Museo stesso, rimanda ai villaggi arginati della cultura appenninica nella fase subappenninica. La porzione di scavo ricostruita nel museo documenta la cultura della terramare diffusa tra il Bronzo medio e il Bronzo recente (XIV - XII sec. a.C.)  ed evidenzia i livelli di accrescimento dell’abitato. Il visitatore viene quindi immerso in un ambiente domestico dell’età del Bronzo finale, entrando nella ricostruzione di una capanna dell'importante centro della cultura protovillanoviana di Frattesina, individuato a Fratta Polesine in prossimità dell’antico alveo del Po di Adria in seguito a ricerche condotte fin dal 1967 dal C.P.S.S.A.E. L'abitazione è corredata da un focolare e da un telaio verticale utilizzato per la tessitura, una macina e semplici arredi per contenere le essenziali suppellettili che costituiscono questo tipo di abitazioni. Un aspetto che caratterizza l'intero allestimento è la riproduzione di vasellame e strumenti di uso comune, resi disponibili per i visitatori. I materiali esposti evidenziano il ruolo fondamentale svolto da Frattesina nelle produzioni e nei traffici ad ampio raggio. La notevole varietà di lavorazioni artigianali è dimostrata dai materiali in vetrina, accompagnati dalla ricostruzione di un’officina all’aperto e da alcuni filmati. La sezione si conclude con le necropoli di Narde e Fondo Zanotto, scoperte non lontano dal villaggio. Il numero elevato di sepolture recuperate rivela il denso popolamento del centro. Nel complesso prevale il rito dell’incinerazione entro grandi vasi biconici o troncoconici, ricoperti da una grande ciotola, di cui alcuni esempi sono esposti nelle vetrine insieme a monili ed utensili del corredo funerario. La ricostruzione del grande tumulo di Narde, con vari livelli di sepoltura e l'esposizione di una coppia di inumati, un rituale molto raro per l'epoca, completano il quadro di questo antico complesso insediativo, unico nel panorama europeo.

### Età del Ferro
L’introduzione pone in risalto la diffusione delle varie civiltà nell’Europa dell’età del ferro, avvalendosi anche di ricostruzioni in scala di alcuni monumenti delle civiltà dei Celti, dell’antica Grecia e degli Etruschi. Particolare attenzione viene posta sulla realtà dell’alto Adriatico e del delta del Po, che vede dal VI sec. a.C. la presenza di popolazioni greche ed etrusche in un’area marginale rispetto alla civiltà degli Antichi Veneti. La particolare situazione idrografica della bassa vallata padana, resa evidente dalla fotografia aerea, consente di comprendere le favorevoli condizioni ambientali che portarono alla nascita dei centri portuali di Adria, Spina e San Basilio. Nell’entroterra, lungo corsi fluviali minori, si segnalano alcuni rinvenimenti sporadici di materiali databili tra VI e V sec. a. C., che documentano la vitalità di quest’area. Tra questi il museo espone ceramica attica, ceramica etrusco padana, monili in ambra e pasta vitrea rinvenuti presso un'abitazione databile alla fine del VI sec. a.C., indagata in località San Cassiano a Crespino.  Dopo una prima fase conclusasi attorno al 470 a.C. con un incendio, la struttura viene ricostruita e modificata nella planimetria. Di questa seconda fase il Museo propone una ricostruzione, ipotizzando la presenza di alcuni arredi e suppellettili tipici dell’epoca e di un telaio desunto dal rinvenimento nel sito di alcuni pesi da telaio. Alcuni modellini di mezzi di trasporto, reinterpretazioni artistiche di testimonianze della cultura etrusca, consentono di rivivere lo spirito di questa antica civiltà ampiamente documentata nell’area basso padana. La sezione si conclude con un suggestivo spaccato del mondo dell’oltretomba con i suoi demoni, ispirati all’iconografia delle tombe di Tarquinia. A Rovigo, la necropoli di Balone, costituita da quattro sepolture ad inumazione ricche di corredi composti da ceramica attica a figure rosse, vasellame in bronzo e in ceramica depurata di produzione etrusca, rappresenta un segnale importante della presenza etrusco padana connessa all’asta fluviale del Tartaro – Po di Adria. Tra i materiali esposti nella sezione spiccano un bronzetto etrusco, denominato ‘Cavaliere di Gavello’, un grande cratere in ceramica attica, con la scena del rapimento della dea Teti da parte del re Peleo, della metà del V secolo ed una coppa con la scena di Ade offerente nel fondo e le Eumenidi lungo la parete esterna, databile tra 470 e 460 a.C., questi ultimi parte del corredo della tomba 1 di Balone.

### Età Romana
La sezione dedicata all'età romana è focalizzata sulle tecnologie adottate dai Romani per modificare il territorio, sfruttarne al meglio le risorse naturali, migliorare e velocizzare gli spostamenti con strade e infrastrutture. Uno spazio particolare viene riservato alla società dell’epoca, alle occasioni d’incontro, ai luoghi di spettacolo. Il percorso si apre con la fase di romanizzazione della pianura padana che vede la presenza di popolazioni celtiche, qui documentate da alcune tombe di popolazioni cenomani rinvenute a Lazisetta (VR). Varie carte evidenziano la progressiva estensione dei confini di Roma arricchita dall’articolata rete viaria, chiaramente visibile nella Tabula Peutingeriana, un'antica mappa stradale giunta a noi in una versione del IV secolo d.C., esposta in copia completa nel percorso museale. Alle scoperte scientifiche ed alle loro applicazioni in termini di tecniche costruttive, idraulica e meccanica, è stata dedicata una saletta attrezzata con modellini in scala ed una ricostruzione della vite di Archimede. Un teatrino con sedute disposte ad emiciclo rimanda al tema dello spettacolo in epoca antica e può essere utilizzato per attività didattiche. In una saletta attigua vengono riproposti degli esempi di abbigliamento degli antichi Romani, in riferimento agli aspetti legati alla cura della persona. Segue il tema della villa rustica, un tipo di insediamento rurale di varie dimensioni che si diffonde nella Pianura Padana con la romanizzazione, ampiamente attestato anche in Polesine. L’esempio più noto, documentato da una campagna di scavi dell’università di Bochum (Germania), è quello della Villa di Chiunsano, presso i comuni di Ficarolo e di Gaiba. Il complesso si sviluppa per quasi 65 metri di lunghezza con orientamento est-ovest ed era in origine dotato di una corte di servizio lastricata, probabilmente con funzioni artigianali, e di un ampio porticato. L’ambientazione scenografica di elementi architettonici e la ricostruzione di un ambiente con ipocausto, rinvenuto nel complesso insediativo, permettono al visitatore la comprensione del livello agiato dei proprietari che abitarono la villa tra il I sec. a.C. fino alla tarda età imperiale. Uno spazio cospicuo è dedicato alle terre disegnate, che rimandano alla sensazionale scoperta, mediante analisi di foto aeree relative al territorio di Villadose, della vasta parcellizzazione agraria riferibile alla centuriazione del municipium di Adria, esemplificata da una ricostruzione dell’attività di agrimensura. La sezione si conclude con un’analisi delle varie tipologie di sepoltura diffuse in epoca romana, proponendo la ricostruzione di un recinto funerario rinvenuto a Runzi (Bagnolo di Po) e l'esposizione di una tomba alla cappuccina con il relativo scheletro dell’inumato.

### Medioevo
Nella sezione medievale del Museo sono esposti materiali ritrovati nei territori compresi tra Adige e Po, zona d'importanza strategica per il controllo degli scambi commerciali. Di maggior rilievo sono i siti archeologici di Badia Polesine, Ficarolo e Gaiba, Rovigo. Il percorso è caratterizzato da impianti scenografici che rimandano alla cultura e alle arti delle tre fasi storiche principali del periodo medievale: Tardoantico, Alto Medioevo, Basso Medioevo.

#### Tardoantico (III-VI sec.)
Introduce il percorso un portale scenografico, caratterizzato dalla riproduzione delle mura bizantine e dei marmi delle chiese paleocristiane, ed un'anta scorrevole immette al periodo tardoantico, illustrando la situazione geopolitica del periodo. Pannelli e installazioni sviluppano aspetti storici di carattere generale come il tema delle grandi migrazioni dei barbari e la vita rurale. Significativa è la ricostruzione di un'edicola con pannelli scorrevoli, che espone le più diffuse tecniche artigianali per le arti suntuarie, la pittura murale, i mosaici e gli stucchi. Le dinamiche insediative locali sono illustrate da una piantina del territorio polesano, che evidenzia le diverse testimonianze archeologiche tra IV e X secolo. Questa prima fase storica si qualifica per materiali archeologici di particolare rilievo, tra i quali spicca il corredo della dama di Chiunsano, pertinente a una sepoltura femminile databile al periodo ostrogoto, rinvenuta distesa sul selciato della villa rustica di Chiunsano, già illustrata nella sezione dell'età romana. Lo scheletro, rivolto ad ovest, si presentava in buono stato ed era arricchito da un corredo funerario composto da monili in argento e granati di matrice ostrogota e alamanna databili agli inizi del VI secolo, chiari indicatori del ruolo sociale elevato della sepolta. L’area tra i comuni di Ficarolo e di Gaiba attesta anche la presenza significativa di militari, documentata da un diploma frammentario rinvenuto a Chiunsano rilasciato dall’imperatore Alessandro Severo nel 226 d.C. Al V secolo si assegna una singolare impugnatura di coltello in osso con iscrizione e una scena di circo, comparabile a quella di alcuni dittici consolari. Nei pressi di Ficarolo, in località Chiesazza, venne ritrovato un cimitero altomedievale, composto da inumati chiaramente non originari del territorio. Altra area particolarmente significativa risulta essere intorno a Badia Polesine,presso Boaria Cavallo, dove nel 2007 è stato rinvenuto in un pozzo profondo 4 metri un paiolo in rame ricco di monete e bracciali in oro, nascosti da frammenti di ceramiche, anfore e laterizi, sepolti durante la crisi del V secolo per preservarli dalle frequenti ruberie dell’epoca. Non lontano, in località Le Giare, è stata rinvenuta una sepoltura maschile con un corredo di guarnizioni da cintura tipiche di un costume militare.

#### Alto Medioevo ( VI-XI sec. )
Il periodo meno noto per il Polesine è documentato da ricognizioni di superficie nel territorio compreso tra Rovigo e Adria, che attestano la presenza preponderante di insediamenti localizzati nella zona a sud del Canalbianco. Nel Delta invece si segnalano diverse sepolture di epoca bizantina ad Adria (VII sec.) e una continuità insediativa a San Basilio presso Ariano nel Polesine. La documentazione storica relativa a questi e ad altri centri polesani sorti in epoca medievale è illustrata da trascrizioni di testi esposti sopra un tavolo, che ricostruisce lo scriptorium di un monastero e raccoglie anche le riproduzioni di alcune pagine della Bibbia Istoriata padovana, un manoscritto prodotto probabilmente durante la dominazione carrarese di Padova, conservato presso l’Accademia dei Concordi di Rovigo. Completano la documentazione le riproduzioni delle pergamene più antiche conservate presso l’Abbazia territoriale della Vangadizza, alcune cartografie storiche e significative prescrizioni pubblicate negli statuti medievali della città di Rovigo. I pochi reperti esposti sono rappresentati da ceramiche da cucina, stoviglie in pietra ollare e da due fibule in bronzo a forma di croce provenienti da Gavello e Crespino.

#### Basso Medioevo (XI- XV sec.)
Il grande fervore artistico del periodo romanico e gotico è rappresentato dalla scenografica ricostruzione del campanile di Pomposa, che fa da sfondo ad una struttura ad arco completata da una bardatura di cavallo da giostra, che immette nella sezione del Rinascimento. In questa ultima fase lo sviluppo in epoca estense del centro di Rovigo, e la presenza di strutture fortificate e torri, simili a quella documentata dagli scavi condotti a Pontecchio Polesine, attestano l’importanza strategica del Polesine e dei suoi fiumi. Come testimonianze di quest’epoca rimangono la scultura corrosa di un Giocoliere con scimmia, proveniente dalla collezione della famiglia Silvestri di Rovigo, e materiali in proto maiolica e ceramica rivestita.

### Rinascimento
Una quinta scenografica immette alla sezione Rinascimento, delineando la prospettiva di Palazzo Roverella, edificio costruito nel 1474 per opera di Biagio Rossetti su incarico del cardinale Bartolomeo Roverella. Caratteristica principale di questo palazzo è la facciata con l’elegante colonnato del porticato che si affaccia su Piazza Vittorio Emanuele II. Ad accogliere il visitatore la Rovigo del Cinquecento, cantata anche da Ludovico Ariosto nell'Orlando furioso, dal quale deriva la definizione di Rovigo come "città delle rose". I richiami alle pitture del tempio della Rotonda, insieme alla pianta della città creata da Pierre Mortier nel 1670 e a riproduzioni di affreschi presenti nei diversi edifici storici, restituiscono l’immagine vivace del movimentato periodo storico che segna per la città il passaggio dal ducato di Ferrara al dominio della Serenissima Repubblica di Venezia. Il contesto europeo si caratterizza per grandi scambi commerciali anche verso il Nuovo Mondo appena scoperto e vede la circolazione, oltre che di manufatti, di prodotti esotici come nuovi frutti, spezie ed animali. Con l'invenzione della stampa si sviluppa la cartografia, strumento essenziale per rappresentare i nuovi territori esplorati e i nuovi confini geografici, espressione delle varie sovranità nazionali. La sala successiva è dedicata alla lavorazione della ceramica e confronta le diverse tipologie di produzione, ben rappresentate dai reperti ceramici recuperati nel territorio polesano. Un video illustra le varie fasi di lavorazione della ceramica graffita e correda una parte espositiva feconda di esempi. La varietà dei materiali esposti consente al visitatore di riconoscere le diverse tipologie: ceramica arcaica, caratterizzata da pezzi più grezzi invetriati o semplicemente ingobbiati, che attesta i primi contatti commerciali con l'area di Ferrara, Padova e Venezia; la mezza maiolica, costituita da manufatti di produzione locale che venivano ingobbiati dipinti e invetriati per imitare la classica maiolica; la graffita, caratterizzata da una decorazione ottenuta dall’incisione del disegno sopra l'ingobbio, un'argilla più liquida usata per ricoprire i pezzi ancora crudi, successivamente dipinta e invetriata; la maiolica, un tipo di ceramica ricoperta da uno strato di smalto a base di ossidi di stagno e zinco che le conferisce maggiore brillantezza. Ricco il repertorio decorativo della maiolica con motivi a grottesca, caratterizzati da decorazioni ispirate ai dipinti parietali del periodo augusteo, con decorazione compendiaria e disegni essenziali; oppure istoriata, con opere di pregio che rappresentano episodi storici e mitologici firmati da pittori di spicco come Francesco Xanto Avelli, attivo a Urbino nella prima metà del XVI secolo e originario di Rovigo. Al grande pittore è stato dedicato uno spazio esclusivo, con l’esposizione di un piatto prodotto dall'artista nel 1540 che raffigura Ero e Leandro, realizzato con la tecnica della maiolica policroma nei toni del giallo, blu e verde. La scena illustra il momento drammatico in cui il corpo di Leandro portato dal mare arriva sotto la torre della sua amata Ero, che assiste dalla finestra al drammatico gesto dell’amato e decide di gettarsi in mare per morire. Sul lato destro della torre si può ammirare la rappresentazione del dio Eros, con frecce e faretra gettate e terra, mentre si porta le mani al volto in un gesto disperato, sul lato sinistro l’artista dipinge tre figure femminili, con un classico paesaggio sullo sfondo. Tra gli artisti del territorio polesano spicca la figura di Benvenuto Tisi da Garofalo e dei fratelli lendinaresi Lorenzo e Cristoforo Canozzi, che svilupparono l’arte dell’intarsio del legno, creando opere raffiguranti vedute urbane, nature morte e arredi di interni. I loro lavori sono caratterizzati dall’uso della prospettiva a dal chiaroscuro, ottenuto con la tintura del legno, e si possono ammirare anche a Modena, Parma, Padova, Lucca e Pisa. La parte finale della sezione illustra attraverso alcuni plastici le tipologie abitative più diffuse nel Rinascimento polesano, qui rappresentate da Palazzo Roncale, esempio tipico di palazzo di città. Vi è inoltre un modellino di un caratteristico casone rurale e la rappresentazione in scala dello spaccato di Villa Badoer di Fratta Polesine, opera palladiana di spicco tra le ville dell’aristocrazia veneziana in Polesine.